# San Bernardo (Nariño)
San Bernardo – miasto w Kolumbii, w departamencie Nariño.